# Cà de' Soresini
Cà de' Soresini è una frazione del comune cremonese di San Martino del Lago.

## Storia
La località, piccolo borgo agricolo, fu nominata per la prima volta nel 1451.
In età napoleonica (1810-16) Cà de' Soresini fu frazione di Voltido, recuperando l'autonomia con la costituzione del Regno Lombardo-Veneto.
All'Unità d'Italia (1861) il comune contava 507 abitanti.  Nel 1867 il comune di Cà de' Soresini venne aggregato al comune di San Martino del Lago.

## Infrastrutture e trasporti
Tra il 1888 e il 1954 Cà de' Soresini ospitò una stazione tranviaria lungo la tranvia Cremona-Casalmaggiore che fungeva altresì da località di diramazione della tranvia Ca' de Soresini-San Giovanni in Croce, soppressa nel 1928. Entrambi gli impianti erano in ultimo gestiti dalla società Tramvie Provinciali Cremonesi.

## Sport
Il limitare meridionale della frazione ospita l’autodromo Cremona Circuit.